# Acacia forsythii
Acacia forsythii é uma espécie de leguminosa do gênero Acacia, pertencente à família Fabaceae.